# Brachypelus reticulatus
Brachypelus reticulatus – gatunek chrząszcza z rodziny biegaczowatych, podrodziny Scritinae i plemienia Clivini.

## Opis
Ciało długości od 5,2 do 5,8 mm. Labrum o 7 szczecinkach. Pokrywy z siateczkowaniem. Boczne obrzeża pokryw z wyraźnymi zębami barkowymi. Przedplecze wyraźnie siateczkowane w części środkowej. Oczy szerokie, nieznacznie tylko węższe niż szerokość 2 członu czułków. Paramery aedeagusa z pojedynczą szczecinką na każdej.

## Występowanie
Gatunek ten jest endemitem Madagaskaru, gdzie znany jest z rejonu jeziora Alaotra.